# P. Vasu
P. Vasu (født Vasudevan Peethambharam; 15. september 1954) er en indisk filminstruktør, forfatter og skuespiller som arbejder med film på Tamil, Telugu, Kannada og Malayalam. I løbet af hans karriere har han instrueret over 50 film.

## Film
- Chandramukhi (2005) på tamil
- Aptharakshaka (2010) på kannada